# Беовулф (филм из 1999)
Беовулф (енгл. Beowulf) је хорор филм из 1999. који је режирао Грејам Бејкер. Главне улоге играју: Кристофер Ламбер, Рона Митра и Оливер Котон.

## Улоге
| Глумац             | Улога             |
| ------------------ | ----------------- |
| Кристофер Ламбер   | Беовулф           |
| Рона Митра         | Кира              |
| Оливер Котон       | Хротгар           |
| Гец Ото            | Роланд            |
| Винсент Хамонд     | Грендел           |
| Чарлс Робинсон     | мајстор за оружје |
| Брент Џеферсон Лоу | Вил               |
| Роџер Сломан       | Карл              |
| Лајла Робертс      | Гренделова мајка  |
| Патрисија Веласкез | Пендра            |